# 插花

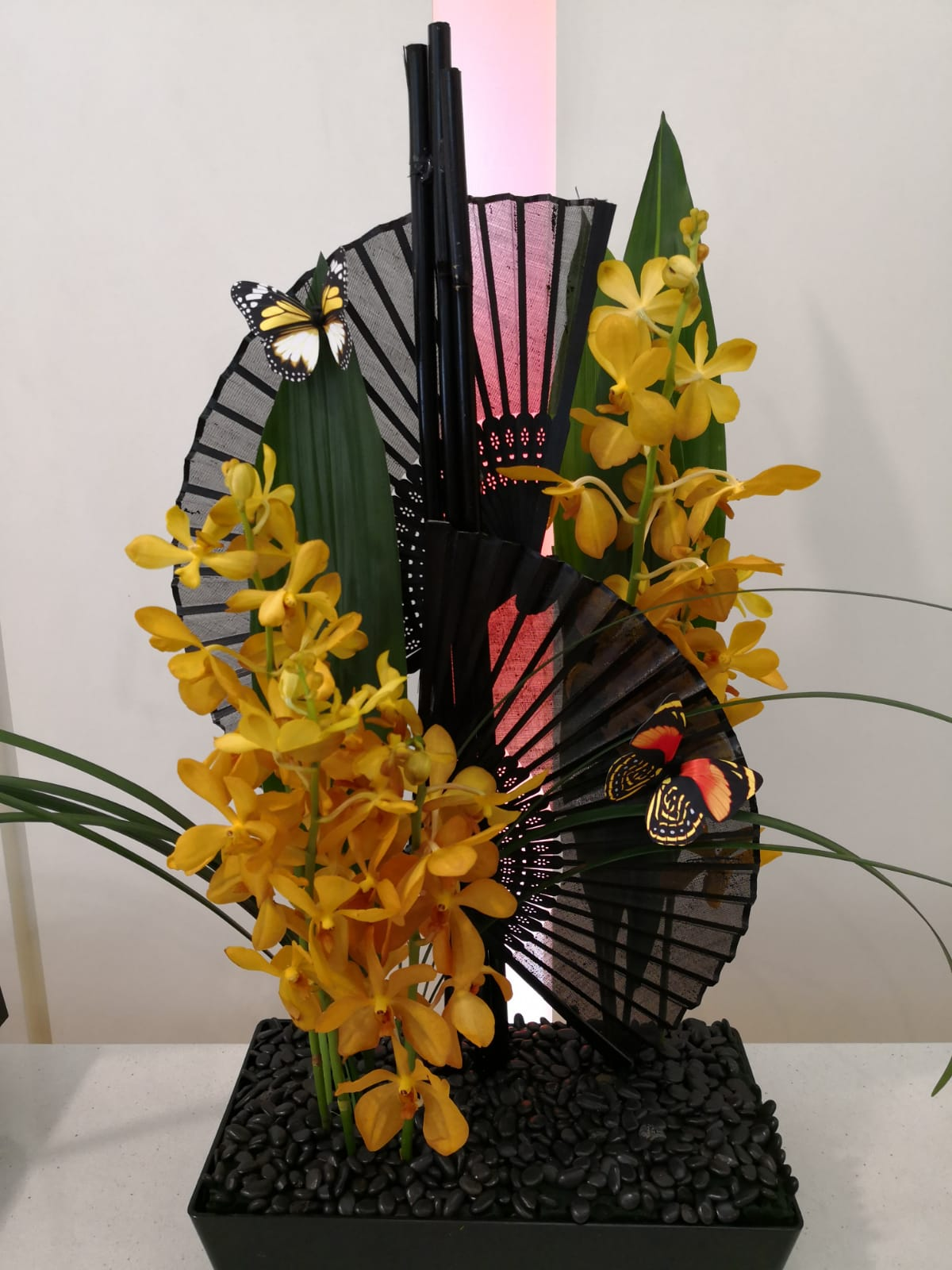
加上裝飾的插花

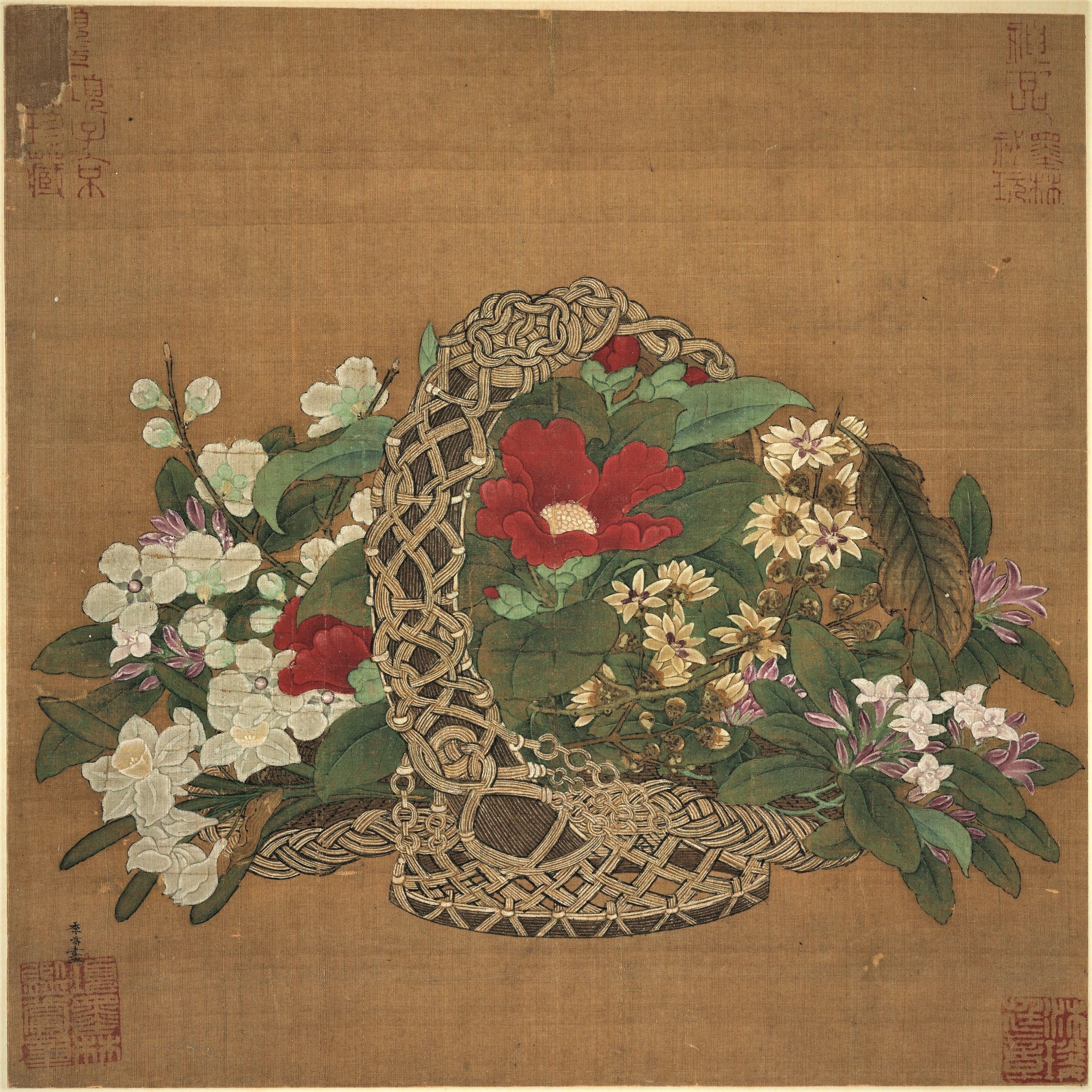
李嵩繪製的插花圖

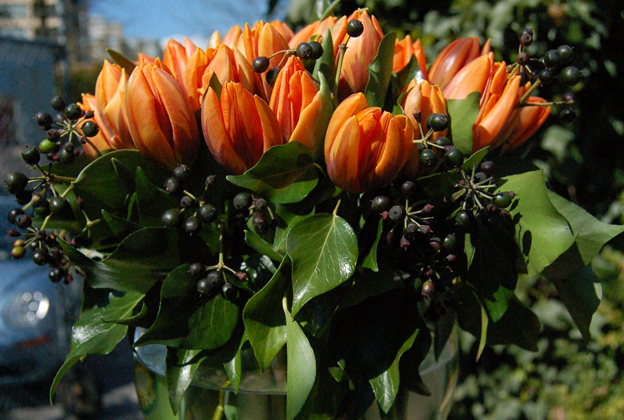
一個鬱金香和漿果類植物的插花

插花，是一種藝術手法，以植物枝葉、果實以及花朵插進容器內來作為裝飾的一種裝置藝術。它的歷史極為悠久，許多國家都有自己的插花藝術。中國的《遵生八箋·高子瓶花三說》是世界上最早的插花艺术论著。

## 東亞傳統插花

### 中國花藝
中國花藝於漢代就已經有了。
漢代——中國插花形式的初始期
自漢武帝之後中土的原有花木因域外奇花異木的輸入而更豐盛。為了容納那些奇花異木，漢武帝特別建了一個人類史上最大的植物園———上林苑，證明瞭插花約於公元前二百年前的西漢初年已在宮中流行的可能性，並說明瞭漢代人愛花的深刻與執著。
漢代 人愛花賞花的情操到了東漢，除了表現在園林或宮室之中外，並實作人造花綵花供應觀賞，更普遍賦以週遭大自然之美以生命的喜悅，頗有逍遙忘我的怡情之趣。佐證：漢代「花樹綠釉陶盆」
台北博物館的 花樹綠釉陶盆 是其中一個文物。
「花樹綠釉陶盆」以陶盆表示大地或湖瀉，周緣另作溝槽以象徵湖邊小路，湖的中央立有花樹，枝腳單純而有力，樹上棲息數枝小鳥，盆里盛水供水禽嬉戲，岸上走獸游走，悠然自得，儼然一件寫景插花，這裡象徵性的陶盆寫景作品在漢代遺物中屢見不鮮，不僅印證了西漢盆栽及插花的部分事實，更說明瞭遠在漢代以陶盆象徵大地插花作景的嶄新觀念之形成，有著關鍵性的突破。
插花到唐朝时已盛行起来，并在宫廷中流行，在寺庙中则作为祭坛中的佛前供花。宋朝时期插花艺术已在民间得到普及，為宋代生活中的四藝之一，并且受到文人的喜爱，各朝关于插花欣赏的诗词很多。到明朝達到鼎盛，並有插花專著問世，如高濂的《遵生八箋·高子瓶花三說》、張謙德的《瓶花譜》、袁宏道的《瓶史》等。

### 日本華道
華道（かどう）可直接翻譯為“日式插花”，但比較確實貼切的傳譯，它是‘活植物花材’ 造型的藝術。華道起源於奈良時代，本是隨著漢傳佛教從中國傳入佛教供花。平安時代發展成一門獨立的藝術。華道不單要表達花的美態，也是形神兼備品味造型的插花。日式與西式插花有所不同的是，日式插花：除三個主枝外，花兒往往並不擔負重要的角色。要觀摩經歷數紀元傳统臻善的日本插花藝術，每每需要以不同感性去欣賞花及其造型。
日式插花以花材用量少，選材簡潔為主流，它或會以花的盛開、待放、含苞代表過去、現在、將來。日本人強調花與枝葉的自然循環生態美姿是宇宙永恒的縮影。若常以寬宏意境和深邃內涵從事插花藝術的表達，你自然直接體會到園藝家對植物本性認識以至尊重的境界。

### 朝鮮插花
历经数百年，学习技艺的同时，更注重品行人格的修养。

## 西方插花

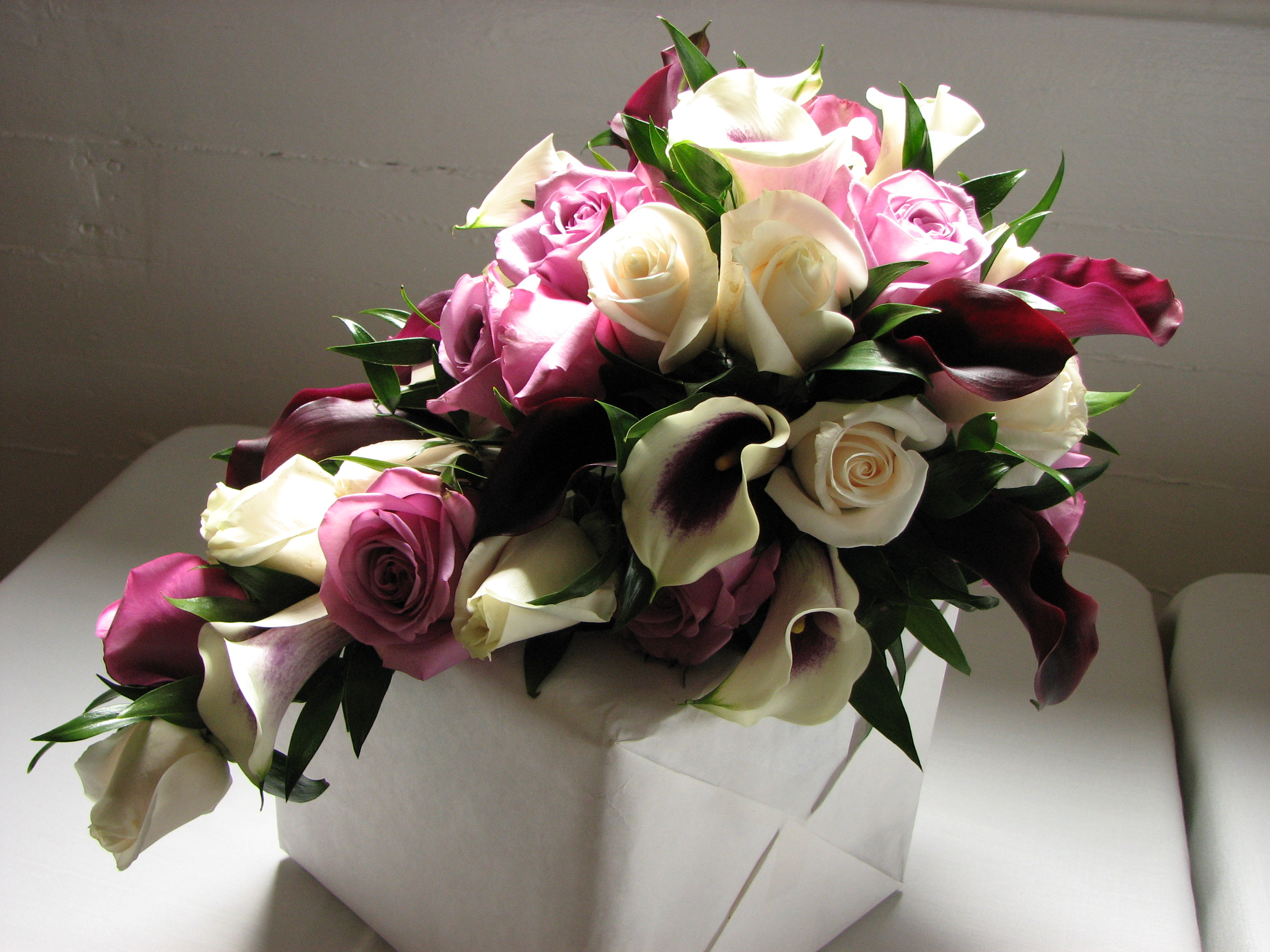
西方瀑布狀插花的范例。花朵如瀑布般向下倾泻。

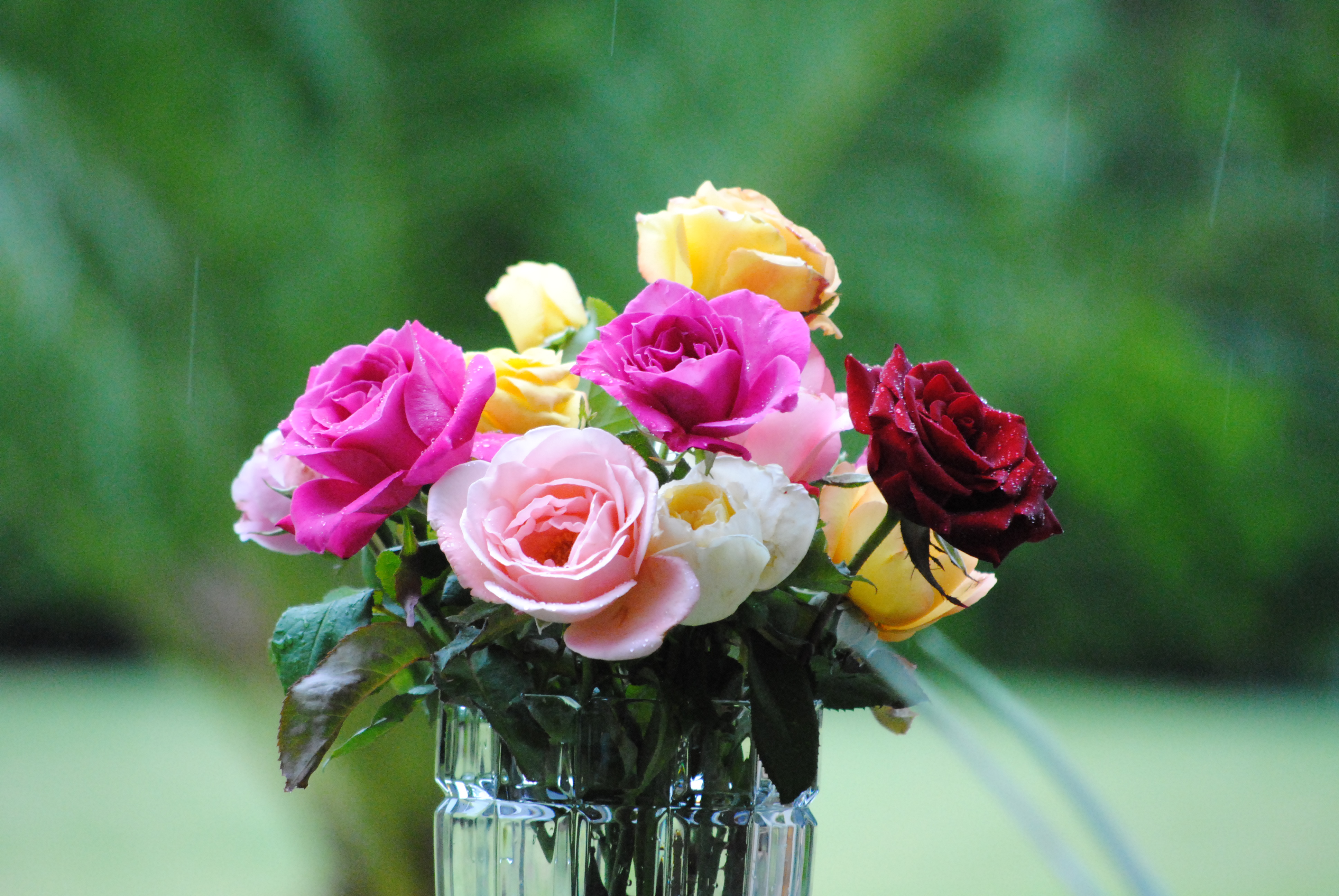
西式插花

西洋插花的來源於17世纪或可能更早，多作为绘画或陶器的装饰。西式插花講究花朵的豐滿，色彩的艷麗和花團錦簇的熱鬧。
西洋插花包括有束状、新月状和瀑布状等等不同的方式。插花通常出现在一些特别的场合，例如宗教活動、生日派对或结婚纪念日上。
“关于布置花卉这一艺术的记载，最早见于17世纪。当时，尤以荷兰人为最，在画作中描画美妙的日常花卉布置。……”
“18世纪时，花卉的布置被用于装饰富裕家庭和贵族家的房屋……”

## 外部連結
- Posies and Baskets （页面存档备份，存于）